# Козловский, Викентий Михайлович
Викентий Михайлович Козловский (1797?—1873) — русский генерал от инфантерии, участник Кавказских походов, владелец усадьбы Смоленское.

## Биография
Родился в 1797 году. Происходил из дворянского рода Козловских.
В 1815 году выпущен из Дворянского полка прапорщиком в 16-й (впоследствии 43-й) егерский полк, расположенный на Кавказе.
В 1824 году был произведён в майоры и переведён в Ширванский полк.
В 1826 году под личным начальством генерала А. П. Ермолова участвовал в совершенном истреблении аула Урус-Мартан, за что награждён орденом Святой Анны 4-й степени с надписью «За храбрость».
В 1828 году Козловский был назначен сопровождать в Санкт-Петербург горский полуэскадрон, с которым в 1831 году принял участие в походе против польских инсургентов и отличился при штурме Варшавы.
В следующем году вернулся на Кавказ, где и провел после этого 26 лет.
С 1834 года в чине подполковника служил в Тифлисском полку, с 21 февраля 1841 по 23 февраля 1847 года командовал знаменитым Кабардинским полком и с ним дважды в 1843 году (под крепостью Внезапной и на берегах реки Акташа у деревни Андреевой) разбил Шамиля и в 1845 году участвовал в знаменитой экспедиции князя Воронцова в Дарго; в 1851 году взял штурмом Шалинские окопы. 3 декабря 1839 года за беспорочную выслугу 25 лет в офицерских чинах награждён орденом Святого Георгия 4-й степени (№ 6041 по списку Григоровича — Степанова).
В 1853 году Козловский назначен был командующим войсками на Кавказской линии и в Черноморье. Когда при начале Крымской войны готовилось поголовное восстание горцев на всём Кавказе, Магомет Амин со значительными силами двинулся к Карачаю, где должен был встретить множество единомышленников. Козловский бросился за ним и перед самым Карачаем наголову разбил скопища горцев, несмотря на то, что имел всего три батальона. Затем он с невероятной быстротой устроил колесную дорогу в Карачай и таким образом предупредил дальнейшее развитие восстания.
В 1855 году, чтобы закрепить союз карачаевцев с Россией, генерал Козловский с отрядом из 3 батальонов за три недели без издержек, то есть бесплатно прокладывает колёсную дорогу в Карачай по непроходимым горным местам.
По окончании Крымской войны в 1856—1857 годах строил укрепления на новой линии по Малой Лабе и в 1857 году, несмотря на отчаянное сопротивление горцев, 25 мая построил Майкопское укрепление на реке Белой.
В 1858 году по расстроенному здоровью покинул Кавказ и назначен членом генерал-аудиториата военного министерства; последний год жизни был членом Александровского комитета о раненых. В 1866 году произведён в генералы от инфантнерии. Жил на покое в своём обширном имении Смоленское, в 23 км от Переславля-Залесского. Умер 16 января 1873 года.

## Отзывы современников
Генерал М. Я. Ольшевский в своих «Записках» дал следующий портрет Козловского:

Викентий Михайлович любил порассказать и помучить своих слушателей про разные случаи своей боевой кавказской службы. А таких случаев он пережил слишком много. Слыл он храбрым и, действительно, был таким на самом деле. Спокойствие и невозмутимость во время дела с неприятелем были главным его достоинством. Он любил солдата и заботился о нём, и солдат любил его. Про него рассказывалось много анекдотов, и причиной их была его же простота и страсть к рассказам, с повторением беспрестанно слов: «да» и «как бишь», из которых составлялись смешные, а пожалуй, глупые каламбуры.
Сходный портрет Козловского, каким он был в 1840-е годы, дал в своих «Мемуарах» и генерал Г. И. Филипсон:

Восточную часть левого фланга составлял Кумыкский округ, которого начальником был командир Кабардинского полка полковник Викентий Михайлович Козловский. Его резиденция была в укреплении Хасав-Юрт. Этот начальник имел свой довольно самостоятельный круг действий по соседству с лезгинскими племенами, требовавший деятельности и энергии. В этих качествах у Козловского недостатка не было. Он был храбр и хладнокровен, но не отличался ни умом, ни образованием, и любил покутить. О нём было бесчисленное множество анекдотов, офицеры его любили, а у солдат сложилась легенда о том, что он знает заговор от пули и от холодного оружия. Он был поляк (Могилёвской губернии) и католик, но старался это скрывать. Он мне рассказывал, что, бывши полковым командиром, ходил всегда по праздникам в православную церковь и крестился по-нашему, но всегда затем под шинелью он делал католический крест.— Филипсон Г. И. Воспоминания (с 1809 по 1847 год). — Москва: Кучково поле, 2019. — С. 372—373.

## Награды
- 1826 — Орден Святой Анны 4-й степени с надписью «За храбрость», за отличие, оказанное при совершенном истреблении аула Урус-Мартан.
- 1831 — Орден Святого Владимира 4-й степени с бантом, за отличие при штурме Варшавы.
- 1831 — Медаль «За взятие приступом Варшавы», за отличие при штурме Варшавы.
- 1831 — Польский знак отличия «За военное достоинство» 3-й степени, за отличие при штурме Варшавы.
- 1835 — Орден Святого Станислава 2-й степени, за экспедиции во враждебные аулы Чечни.
- 1838 — Орден Святой Анны 2-й степени, за отличие при десанте в Сочи.
- 1839, 3 декабря — Орден Святого Георгия 4-й степени, за выслугу лет.
- 1840 — Императорская корона к Ордену Святой Анны 2-й степени, за действия в Абхазии, в Цебельде и Марамбе.
- 1843 — Орден Святого Владимира 3-й степени, за вылазку из крепости Внезапной и поражение войск Шамиля.
- 1846 — Орден Святого Станислава 1-й степени, за действия в Чечне.
- 1850 — Орден Святой Анны 1-й степени, за отличия при устроении просеки к Шалинской поляне.
- 1851 — Орден Святого Владимира 2-й степени, за отличия при продолжении Шалинской просеки.
- 1854 — Орден Белого Орла, за храбрость, распорядительность и попечение о войсках на пространстве от Чёрного до Каспийского морей.
- 1856 — Орден Святого Александра Невского, за отлично-усердную службу и труды временно командующего войсками на Кавказской линии и Черномории.
- 1857 — Золотая шашка с алмазами, за мужество и распорядительность в боях на реке Белой.
- Крест «За службу на Кавказе».